# Olga Neuwirth
Pour les articles homonymes, voir Neuwirth.
Olga Neuwirth est une compositrice autrichienne, née le 4 août 1968 à Graz.

## Biographie
Elle est née en 1968 à Graz. Son père, Harald Neuwirth (de) (dit Harry Neuwirth), est pianiste de jazz et compositrice.
À l'âge de sept ans, elle commence à apprendre la trompette. Elle étudie à l'École supérieure de musique de Vienne, où elle soutient un mémoire de maîtrise sur la musique du film L'Amour à mort d'Alain Resnais, en 1993. Elle s'intéresse déjà à l'électroacoustique, et en 1985-1986 avait fait un séjour d'étude à San Francisco, auprès d'Elinor Armer au Conservatoire de musique, suivant aussi les cours de cinéma de l'université d'Art. Elle suit les cours d'Adriana Hölszky, Tristan Murail et Luigi Nono. En 1991, l'autrice autrichienne Elfriede Jelinek (prix Nobel de littérature quelques années plus tard) la choisit pour composer la musique  de deux opéras. En 1993, elle retrouve l'enseignement de Tristan Murail à l'IRCAM à Paris. 
Elle est révélée par le Festival de Donaueschingen. À partir de 1994, elle commence à se faire connaître par ses pièces de musique contemporaine. Pierre Boulez lui commande une œuvre pour son soixante-quinzième anniversaire : Clinamen/Nodus, qu'il dirige. Elle lui dédie Construction in Space (2000). Elfriede Jelinek collabore de nouveau avec elle pour plusieurs œuvres dont elle écrit le livret : Todesraten, puis les drames musicaux (ou opéras), Bählamms Fest d'après Leonora Carrington (1999) et Lost Highway d'après le film de David Lynch (2003). L'écrivain américain Paul Auster est l'auteur et l'interprète sur scène de son œuvre …ce qui arrive… (2005). Elle compose la musique du film Das Vaterspiel (2009).
Olga Neuwirth exprime par ses oeuvres son désaccord avec le monde d'aujourd'hui. Colère, tension, panique, dégoût sont les moteurs de sa création selon le compositeur et chef d'orchestre Matthias Pintscher; ce qui pourrait se décrire comme un art de l'angoisse, très cinématographique, pour lequel elle utilise les ressources de l'électroacoustique ou du morphing des voix en cours d'émission. Elle privilégie aussi la recherche d'instruments ou de formations rares. Ses titres témoignent de l'influence d'auteurs français comme Raymond Roussel (locus…doublure…solus) ou Georges Perec (La Vie - ... ulcérant(e)), et d'un imaginaire fantastique (Akroate Hadal, Vampyrotheone…). Selon ses propres termes, sa musique aime les sonorités rudes et brutales.
Par ailleurs, Olga Neuwirth a rendu hommage à des compatriotes célèbres mais marginalisés en Autriche : Erik Schinegger et Klaus Nomi.
En 2006, elle est élue membre de l'Académie des arts de Berlin. En 2022, elle reçoit le prestigieux prix Ernst von Siemens pour l'ensemble de son oeuvre.

## Œuvres

### Musique de scène
- Todesraten (1997) pièce radiophonique
- Der Tod und das Mädchen II (1999) pièce radiophonique
- Bählamms Fest (1997/98) pièce de théâtre musical d'après Leonora Carrington ; Livret d'Elfriede Jelinek d'après la traduction de Heribert Becker
- Lost Highway (2002–2003)
- ...ce qui arrive... (2003-2004) pièce théâtrale, pour voix, deux ensembles instrumentaux, samples et électronique
- L'Eve future remémorée (2007) pièce radiophonique
- American Lulu (2006–2011) nouvelle interprétation de l'opéra d'Alban Berg Lulu
- THE OUTCAST – Homage to Herman Melville (2009–2011) Musicstallation-theater mit Video
- Kloing! and A songplay in 9 fits. Hommage à Klaus Nomi (2011) Ein musiktheatralischer Abend zusammengestellt und inszeniert von Olga Neuwirth
- Orlando d'après Virginia Woolf, commande du Wiener Staatsoper, pour décembre 2019

### Musique pour orchestre
- Sans soleil (1994) miroir déformant pour ondes Martenot, orchestre et électronique en direct
- Photophorus (1997) pour deux guitares électriques et orchestre
- Clinamen / Nodus (1999)
- anaptyxis (2000)
- locus...doublure...solus (2001) pour piano et orchestre
- Zefiro aleggia...nell´infinito... pour basson et orchestre
- … miramondo multiplo… (2006) pour trompette et orchestre
- Remnants of songs... an Amphigory  (2009) pour alto et orchestre
- Masaot/Clocks without Hands (2013) pour orchestre
- Trurliade-Zone Zero (2015/2016) concerto pour percussions et orchestre
- Dreydl (2022)
- According to what pour violoncelle, percussion et orchestre (2022)

### Musique pour ensemble
- Lonicera caprifolium (1993) pour ensemble et bande
- torsion: transparent variation (2001) pour basson et ensemble
- Vampyrotheone (1995) pour trois solistes et trois ensembles
- La Vie - ... ulcérant(e) (1995) pour deux contreténors, viole d'amour, violoncelle, contrebasse, guitare électrique et clarinette basse ; textes de Georges Perec
- Hooloomooloo (1996/97) pour ensemble en trois groupes et CD à jouer
- Elfi und Andi (1997) für Sprecher, E-Gitarre, Kontrabass, Bassklarinette, Saxophon und 2 CD-Zuspielungen. Text: Elfriede Jelinek
- ...morphologische Fragmente... (1999) pour soprano, clarinette, violon, violoncelle, piano et percussions
- The Long Rain – a video opera with surround-screens (1999/2000) pour quatre solistes, quatre ensembles et électronique en direct ; d'après une nouvelle de Ray Bradbury
- Construction in Space (2000) pour quatre solistes, quatre ensembles et électronique en direct[6]
- ecstaloop (2001) pour soprano, narrateur, sampler et ensemble
- Hommage à Klaus Nomi (2009) pour orchestre de chambre
- Ishmaela's White World (2012) pour soprano, petit ensemble et sons
- Maudite soit la guerre (2014) pour ensemble, d'après le film du même nom d'Alfred Machin (1914)
- Eleanor (2014/2015) pour chanteuse de blues, percussionniste, ensemble et samples
- Le Encantadas o le avventure nel mare delle meraviglie (2015-2016) pour six ensembles et dispositif électronique

### Musique de chambre
- !?Dialogues suffisants!? (1991/92) pour violoncelle, percussions, bande et moniteur vidéo ad lib.
- Five Daily Miniatures (1994) pour contreténor, clarinette basse, violon, violoncelle et piano
- Akroate Hadal (1995) premier quatuor à cordes
- Quasare / Pulsare (1995/96) pour violon et piano
- Ondate (1998) pour quatre saxophones
- Ondate II (1998) pour deux clarinettes basses
- Fondamenta (1998)
- Tintarella di luna Cold songs (1998) pour baryton et piano
- voluta / sospeso (1999) pour cor de basse, clarinette, violon, violoncelle, percussions et piano
- ...ad auras... in memoriam H. (1999) pour deux violons et tambour en bois ad lib.
- settori (1999) deuxième quatuor à cordes
- spazio elastico (2005)
- Diagonal Symphony (2007)
- horizontal/vertikal (2007)
- in the realms of the unreal (2009) troisième quatuor à cordes

### Solos
- ...risonanze?... (1996-1997) pour viole d’amour solo
- incidendo/fluido (2000) pour piano et CD
- Torsion pour basson
- Laki (2006) pour trompette seule
- Addio...sognando (2009) pour trompette et quatre pistes audios
- Weariness heals wounds I (2014) pour alto solo
- "Trurl-Tichy-Tinkle" (2016) pour piano

## Honneurs et distinctions
- 2005 : Prix de la ville de Vienne pour la musique
- 2020 : Coup de coeur musique contemporaine de l'Académie Charles-Cros[7].
- 2020 : Prix Robert-Schumann pour la poésie et la musique[8].
- 2022 : Grawemeyer Award pour l'opera Orlando.
- 2022 : Prix Ernst von Siemens (équivalent du Prix Nobel en musique)[9].